# Джеваншир, Амир-хан
Амир-хан Джеваншир (азерб. Əmir xan Yağləvəndli-Cavanşir),  (1732—1775) — хан Кашмира (1770 — 1775).

## Биография
Амир-хан родился около 1732 года в джеванширской семье. Отец его Сафи-хан происходил из рода Яглавенд тюркского племени Джеваншир.
В 1756 году был взят на службу к афганскому Ахмад-шаху Дуррани. Совершил несколько походов с шахом в 1756 году Кашмир, в 1757 году Сирхинд и Синд, в 1750 — Белуджистан, в 1754 — Сейстан, в том же 1754 году — Хорасан и в 1752 году — Балх.
В 1770 году Амир-хан Джеваншир по приказу Ахмад-шаха был назначен губернатором Кашмира.
Амир-хан Джеваншир построил ряд достопримечательностей Кашмира, например, дворец Шер Гарни и мост Амиран Кадал. Преследовал кашмирских пандитов. По мнению сэра Уолтера Р. Лоуренса был возможно лучшим из афганских правителей.
Амир-хан Джеваншир  скончался 1775 года в Кашмире.